# Futbol Club Martinenc
Il Futbol Club Martinenc è una società calcistica con sede nel quartiere di Guinardó a Barcellona, in Catalogna, in Spagna. 
Gioca nella Primera Catalana, una lega calcistica dilettantistica spagnola aperta a squadre della Catalogna.
Organizza ogni anno il Torneo delle Squadre Storiche del Calcio Catalano.
Nel 2010 ha ricevuto la medaglia d'oro al merito sportivo del Comune di Barcellona.

## Palmarès
- Campionato di Catalogna di seconda categoria: 1923, 1931
- Campionato di Spagna di seconda categoria: 1923
- Tercera División: 1951
- Primera Catalana: 1985 II, 1988 II, 2014 II
- Segona Catalana: 1984 II, 2006 II, 2011 II
- Copa Federación de España: 1945
- Campionato Amatorial di Catalogna: 1946, 1947, 1948
- Torneo delle Squadre Storiche del Calcio Catalano: 1984, 1986, 1990, 1991